# Timor Timur
Timor Timur là một tỉnh trước đây thuộc Indonesia, được kế thừa từ Timor thuộc Bồ Đào Nha cũ. Đến ngày nay Đông Timor mới được độc lập.
Từ năm 1702 đến 1975, Đông Timor là lãnh thổ Đế quốc Bồ Đào Nha. Năm 1974, các thuộc địa của Bồ Đào Nha là Timor thuộc Bồ Đào Nha, trong đó có bao gồm khởi xướng phi thực dân hóa. Trong quá trình này, xung đột đã nổ ra giữa các phần khác nhau của người Timor. Năm 1975, Indonesia xâm chiếm Đông Timor. Năm 1976, nó sáp nhập và thành lập tỉnh thứ 27, Đông Timor, và đổi tên thành Indonesia Timor Timur. Tuy nhiên, Liên Hợp Quốc không công nhận việc sáp nhập và tiếp tục tin rằng sự cai trị của Bồ Đào Nha đối với Đông Timor là hợp pháp. Năm 1999, Liên Hợp Quốc tiếp quản Đông Timor và thành lập Cơ quan quản lý chuyển tiếp Liên Hợp Quốc tại Đông Timor. Năm 2002, Đông Timor giành được độc lập.

## Bối cảnh lịch sử

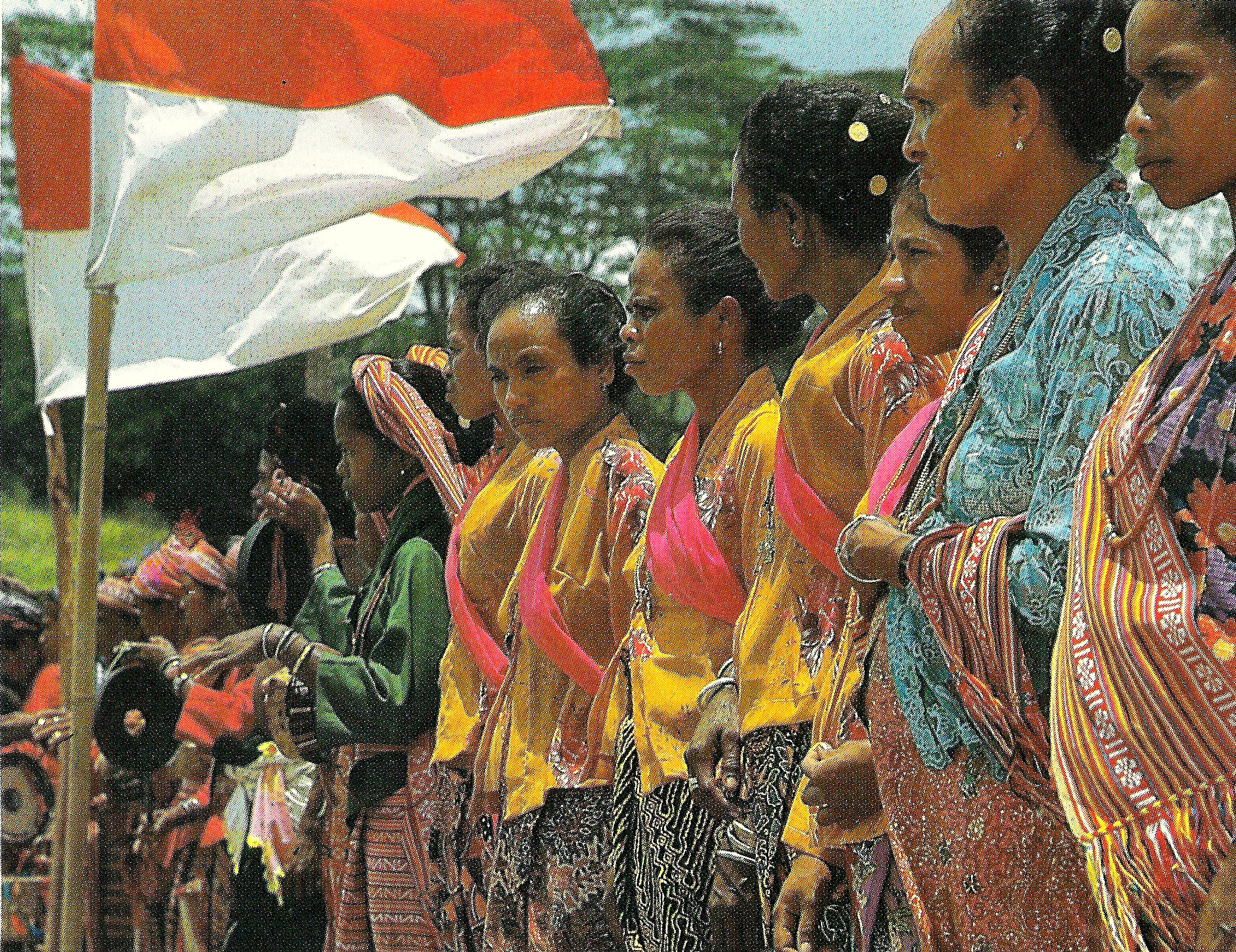
Phụ nữ Timor cùng với quốc kỳ Indonesia

Timor thuộc Bồ Đào Nha tuyên bố độc lập vào ngày 28 tháng 11 năm 1975. Chín ngày sau, Indonesia đã phát động một cuộc xâm lược khu vực đó. Indonesia tuyên bố gia nhập Đông Timor vào ngày 17 tháng 7 năm 1976 với tư cách là tỉnh thứ 27. Đồng thời, tên lãnh thổ Indonesia, Timor Timur, đã được luật hóa và việc sử dụng tiếng Bồ Đào Nha sau đó bị cấm.
Cuộc thôn tính được công nhận bởi các quốc gia lớn nhất trên thế giới, bao gồm cả Hoa Kỳ và Úc, nhưng thực tế của cuộc thôn tính này đã bị Liên Hợp Quốc tranh chấp.
Người Indonesia rời Đông Timor vào năm 1999, lãnh thổ được thông qua dưới sự quản lý của Liên Hợp Quốc và năm 2002, chủ quyền của lãnh thổ này đã được khôi phục. Là một quốc gia tên tự thân, tên tiếng Bồ Đào Nha là Timor-Leste đã được thiết lập lại.

## Thống đốc
- Arnaldo dos Reis Araújo (4 tháng 8 năm 1976 – 1978)
- Guilherme Maria Gonçalves (1978–1982)
- Mário Viegas Carrascalão (18 tháng 9 năm 1982 – 11 tháng 9 năm 1992)
- José Abílio Osório Soares (11 tháng 9 năm 1992 – tháng 10 năm 1999)